# Japo (Chuquisaca)
Japo (auch: Japu) ist eine Ortschaft im Departamento Chuquisaca im südamerikanischen Andenstaat Bolivien.

## Lage
Japo liegt in der Provinz Nor Cinti und ist eine Ortschaft im Cantón Kollpa im Municipio San Lucas. Die Ortschaft liegt auf einer Höhe von 3888 m am Ufer des Río Kollpani, der hier in südlicher Richtung fließt.

## Geographie
Japo liegt an den südwestlichen Ausläufern der bolivianischen Cordillera Central, zwischen dem Altiplano im Westen und dem bolivianischen Tiefland im Osten. Das Klima ist ein kühl-gemäßigtes Höhenklima mit typischem Tageszeitenklima, bei dem die mittleren Temperaturunterschiede im Tagesverlauf stärker schwanken als im Jahresverlauf.
Die Jahresdurchschnittstemperatur in dem Landkreis liegt bei etwa 15 °C (siehe Klimadiagramm San Lucas), die Monatsdurchschnittswerte schwanken zwischen knapp 12 °C im Juni/Juli und 17 °C von November bis März. Der Jahresniederschlag beträgt 430 mm und weist sieben aride Monate von April bis Oktober mit Monatswerten unter 20 mm auf, nennenswerte Monatsniederschläge fallen nur von Dezember bis Februar mit Werten von je 80 bis 90 mm.

## Verkehrsnetz
Japo liegt in einer Entfernung von 355 Straßenkilometern südlich von Sucre, der Hauptstadt des Departamentos.
Durch Sucre führt die Nationalstraße Ruta 5, die von der Cordillera Oriental quer über den Altiplano zur chilenischen Grenze führt. Von Sucre aus führt die Straße 169 Kilometer in südwestlicher Richtung nach Potosí, wo sie auf die nord-südlich verlaufende Ruta 1 trifft. Von dort sind es auf der Ruta 1 noch einmal 122 Kilometer bis nach Padcoyo. Von dort führt eine nach Osten verlaufende unbefestigte Landstraße über Ocurí, Cinteño Tambo und Palacio Tambo weiter nach Laja Khasa. Etwa fünfundzwanzig Kilometer nordöstlich von Laja Khasa überschreitet die Straße kurzzeitig die Höhe von 4500 Metern und fällt auf den folgenden sechs Kilometern wieder auf etwa 4000 Meter. Nach insgesamt 31 Kilometern zweigt eine Nebenstraße in nördlicher Richtung zu dem sechs Kilometer entfernten Canchas Blancas ab, während nach einem weiteren Kilometer eine Nebenstraße in südöstlicher Richtung zu dem drei Kilometer entfernten Japo abzweigt.

## Bevölkerung
Die Einwohnerzahl der Ortschaft ist in dem Jahrzehnt zwischen den beiden letzten Volkszählungen um knapp ein Fünftel zurückgegangen:
| Jahr | Einwohner         | Quelle       |
| ---- | ----------------- | ------------ |
| 1992 | keine Detaildaten | Volkszählung |
| 2001 | 150               | Volkszählung |
| 2012 | 126               | Volkszählung |
| 2024 |                   | Volkszählung |

Die Region weist einen hohen Anteil an Quechua-Bevölkerung auf, im Municipio San Lucas sprechen 98,6 Prozent der Bevölkerung Quechua.